# 山姆·休斯頓紀念碑
山姆·休士頓纪念碑（Sam Houston Monument）是美国得克萨斯州休斯敦的一座山姆·休士頓的户外青铜雕塑，由恩里科·塞拉基奥完成，安装在赫尔曼公园的西北角。
这座纪念碑由恩里科·塞拉基奥于1924年建造，1925年8月16日奉献。 以斯蒂芬·西摩·托马斯的画《山姆·休士頓将军在圣哈辛托》作为模型。骑马雕像描绘了山姆·休士頓在马背上，穿着军装，披着长斗篷，留着胡子，伸出右臂。 青铜雕塑实测大约20英尺（6.1） x 20英尺（6.1） x 9英尺（2.7）, 底座有弗兰克·泰希的灰色花岗岩拱，实测25英尺（7.6） x 18英尺（5.5） x 9英尺（2.7）。它由休斯顿市艺术委员会管理。